# Opstandelsen (film fra 2010)
 For alternative betydninger, se Opstandelsen (flertydig). (Se også artikler, som begynder med Opstandelsen)
Opstandelsen er en film instrueret af Casper Haugegaard efter eget manuskript.

## Handling
Opstandelsen bringer zombiernes rædsler ind i Guds eget hus. Simons tre søskende samles til hans begravelse, men det varer ikke længe, før helvede bryder løs. De døde rejser sig fra deres grave, og de tre søskende må flygte ned i den mørke kælder under kirken. Her må de samle alle deres kræfter, inden de skal stå ansigt til ansigt med horden af zombier i en brutal og bloddryppende kamp om at undslippe Guds hus i live.